# Christian Bohr
Christian Harald Lauritz Peter Emil Bohr (14 de febrero de 1855-3 de febrero de 1911) fue un médico danés. Catedrático de fisiología a la edad de 35 años, en 1905 fue nombrado rector de la Universidad de Copenhague.
Se casó con Ellen Adler en 1881 y fue padre del físico y ganador del Premio Nobel Niels Bohr, así como del matemático Harald Bohr y abuelo del también físico y ganador del premio Nobel Aage Bohr.
En 1904, describió el llamado efecto Bohr, una propiedad de la hemoglobina que establece que a un pH menor (más ácido), la hemoglobina se unirá al oxígeno con menos afinidad.

Escribió su primer artículo científico: "Om salicylsyrens indflydelse på kødfordøjelsen" ("Sobre la influencia del ácido salicílico sobre la digestión de carne"), a los 22 años. Se recibió de médico en 1880, estudiando bajo Carl Ludwig en la Universidad de Leipzig, optando al Ph.D. en fisiología y luego en 1886 profesor de fisiología en la Universidad de Copenhague.

## Obra
- Studier over Mælk med særligt Hensyn til de i samme suspenderede Fedtkugler, 1880
- Experimentale Untersuchungen über die Sauerstoffaufnahme des Blutfarbstoffes, 1885
- Om Salicylsyrens Indflgdelse paa Kødfordøjelsen hos Hunde, 1885
- Offprints on Medical Subjects Not Catalogued Separately, 1886
- Sur les combinaisons de l'hémoglobine avec oxygène, 1890
- Undersøgelser Over Stedet for Iltforbrug Og Kulsyredannelse i Den Dyriske Organisme, 1897
- Fysiologi: 1899-1900, 1910